# Barrage routier
Pour les articles homonymes, voir Barrage.
 (juin 2024).
Si vous disposez d'ouvrages ou d'articles de référence ou si vous connaissez des sites web de qualité traitant du thème abordé ici, merci de compléter l'article en donnant les références utiles à sa vérifiabilité et en les liant à la section « Notes et références ».

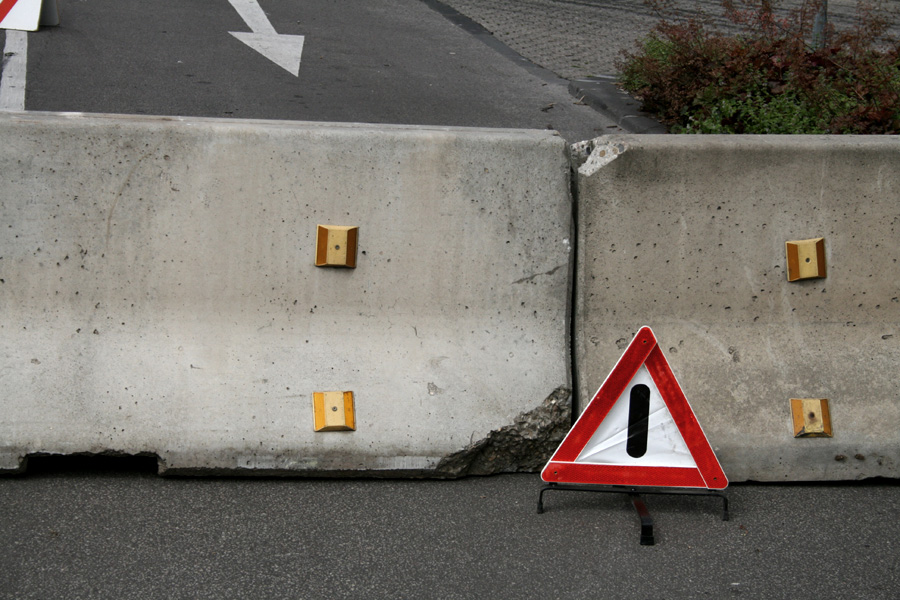
Barrage en béton

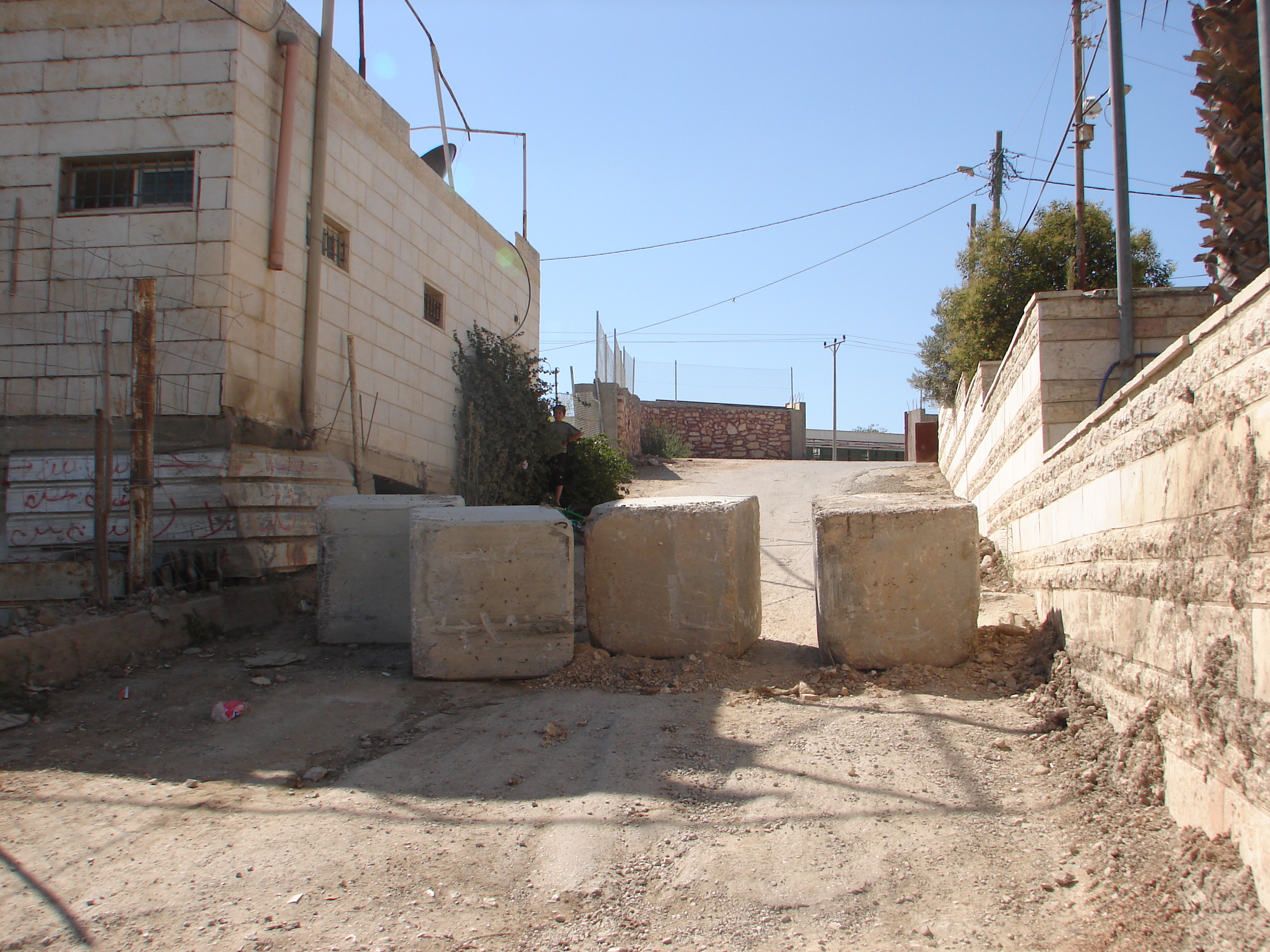
Barrage routier en Cisjordanie

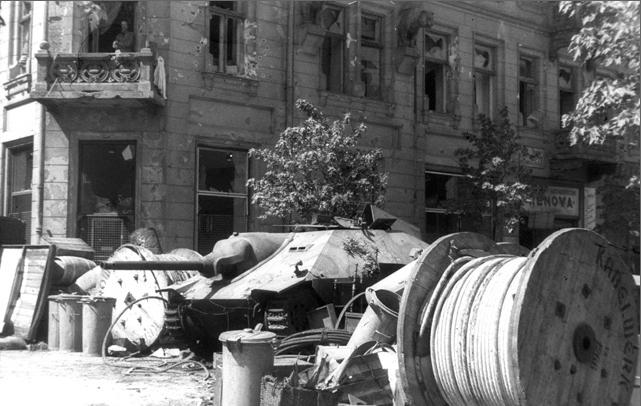
Barricade polonaise durant l'insurrection de Varsovie (1944)

Un barrage routier est un dispositif mis en place sur une voie publique afin d'en contrôler ou d'en limiter le trafic, voire de l'interrompre totalement.

## Utilisation
Il peut être utilisé en cas de chantier sur la chaussée ou à des fins policières, militaires ou paramilitaires dans le but de contrôler les entrées et sorties d'une zone que la voie dessert. Ce dispositif peut également être utilisé à des fins revendicatives, dans le cadre d'opérations escargot par exemple,.